# Emiliano Zapata, Salto de Agua
Emiliano Zapata är en ort i Mexiko.   Den ligger i kommunen Salto de Agua och delstaten Chiapas, i den sydöstra delen av landet, 800 km öster om huvudstaden Mexico City. Emiliano Zapata ligger 63 meter över havet och antalet invånare är 155.
Terrängen runt Emiliano Zapata är kuperad söderut, men norrut är den platt. Runt Emiliano Zapata är det ganska tätbefolkat, med 56 invånare per kvadratkilometer. Närmaste större samhälle är Cuctiepa, 4,3 km söder om Emiliano Zapata. I omgivningarna runt Emiliano Zapata växer i huvudsak städsegrön lövskog.